# Raiffeisenbank Freinsheim
Die Raiffeisenbank Freinsheim eG war eine deutsche Genossenschaftsbank mit Sitz in der Stadt Freinsheim im Landkreis Bad Dürkheim in Rheinland-Pfalz. Im Jahre 2021 fusionierte die Bank auf die Vereinigte VR Bank Kur- und Rheinpfalz eG.

## Geschichte
Als Vorläufer wurde 1893 ein „landwirtschaftlicher Consumverein“ gegründet, woraus 1896 der Consumverein Freinsheim und Umgebung e.G.m.b.H. entstand, aus welchem in den 1950er Jahren die Raiffeisenkasse Freinsheim wurde. Seit den 1960er Jahren hieß die Bank Raiffeisenbank Freinsheim eG.
Das Institut vergrößerte sich im Jahre 2014 um die Raiffeisenbank Friedelsheim-Rödersheim eG.

## Niederlassungen
Die Raiffeisenbank Freinsheim eG hatte ihren Hauptsitz in Freinsheim. Weitere Standorte waren Friedelsheim, Rödersheim-Gronau und Sausenheim.